# Luce Perrot
Pour les articles homonymes, voir Perrot.
Lucette dite Luce Perrot, née le 26 octobre 1941 à Luceau (Sarthe), est une journaliste française. Elle est à l'initiative des Prix du livre politique et du livre d'économie.

## Biographie
Licenciée ès lettres, diplômée de l'Institut français de presse et de l'École supérieure de journalisme de Paris, elle débute en 1963 comme assistante de Roland Dhordain sur France Inter. Elle devient ensuite journaliste à L'Aurore puis à Combat, où elle est chargée de suivre les campagnes présidentielles de Jacques Chaban-Delmas et François Mitterrand, puis l'assistante de Léon Zitrone sur RTL puis Antenne 2.
En 1977, elle présente l'émission de variétés hebdomadaire, Hebdo Chansons Hebdo Musique, dans laquelle des personnalités du monde de la littérature, du cinéma ou de la politique viennent défendre chaque semaine un artiste de leur choix.
En 1980, c'est au cours d'une entrevue avec elle que François Mitterrand annonce sa candidature — qui sera victorieuse — à l'élection présidentielle de l'année suivante. Elle anime l'émission C'est à lire sur France 3 puis TF1, et multiple les entretiens avec des personnalités littéraires, dont Marguerite Duras.
Elle est la fondatrice de l'association Lire la politique, devenue Lire la société, au titre de laquelle elle est à l'initiative des Prix du livre politique et du livre d'économie.
Elle a été l'épouse du chanteur Guy Mardel dont elle a eu deux enfants.

## Décorations
- Officier des Arts et des Lettres (2012)[4] ;
- Officier de la Légion d'honneur (2016)[5].